# 御嶽山 (桜川市)
御嶽山（おんたけさん）は、茨城県桜川市に位置する標高230.9mの山である。頂上付近に御嶽神社、御嶽山森林公園を有する。

## 概要

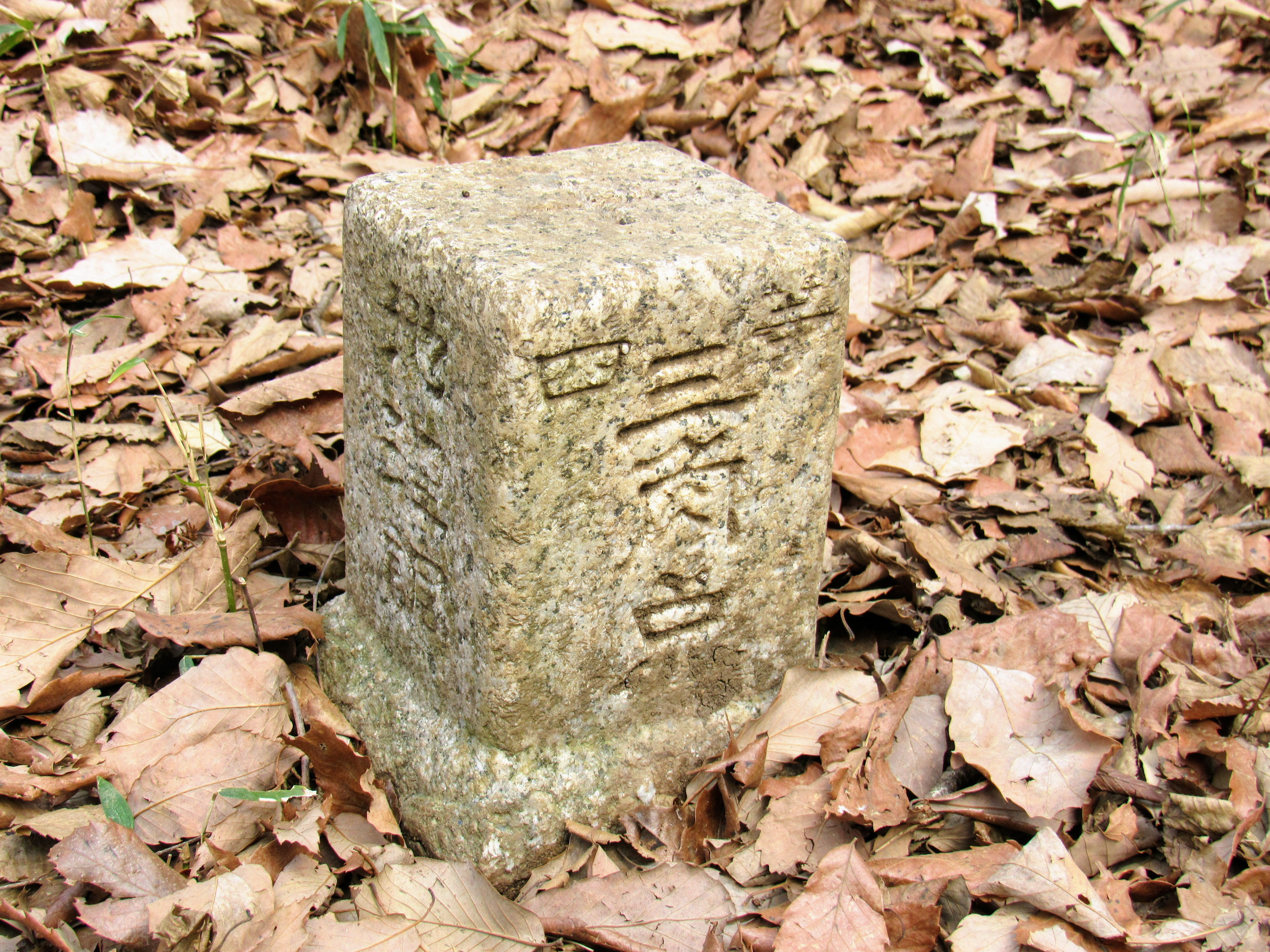
三角点

北から御嶽山、雨引山、燕山、加波山、丸山、足尾山、きのこ山、弁天山、筑波山の順に連なる筑波連山北部の山の一つである。
山頂付近には御嶽神社が鎮座し、北側の山すそには熊野神社と八剣神社があり、西側山すその旧小字名の「山神」も合わせて筑波連山の山岳信仰の遺風をしのばせるものとなっている。
鬼門に爪黒神社を配する室町時代の応永年間に築城された山城の橋本城址を含めて一帯は御嶽山森林公園になっており、関東ふれあいの道のコースにもなっている。
北側のJR水戸線岩瀬駅から御嶽山に登り、そのまま南へ筑波連山を縦走する登山者が多い。